# Io e la mia ombra
| Recensione           | Giudizio |
| -------------------- | -------- |
| Il Mucchio Selvaggio | misto    |

Io e la mia ombra è l'ottavo album musicale dei Casino Royale, pubblicato nel 2011.

## Tracce
1. Solitudine di Massa -
2. Io e la mia ombra -
3. Ogni Uomo una Radio (Turn It On!) -
4. Senza il Tempo -
5. Il Fiato per Raggiungerti -
6. Cade al Giusto Posto -
7. Io Vs Te -
8. Ora Chi Ha Paura -
9. Vivi -
10. Il Rumore della Luce -
11. Stanco Ancora No -
12. Città di Niente -

## Formazione
- Alioscia "BBDai" Bisceglia: voce
- Michele "Pardo" Pauli: chitarra
- Patrick "Kikke" Benifei: tastiere, voce
- Geppi: basso elettrico
- Gabriele "Rata" Biondi: melodica, percussioni
- Cesare Nolli: batteria